# Monica (Film)
Monica ist ein Spielfilm von Andrea Pallaoro aus dem Jahr 2022. Die Hauptrolle in dem Drama übernahm die transgeschlechtliche Schauspielerin Trace Lysette.
Die italienisch-amerikanische Koproduktion wurde am 3. September 2022 bei den Internationalen Filmfestspielen von Venedig uraufgeführt. Ein genauer Kinostart ist noch nicht bekannt.

## Handlung
Monica, eine Transfrau, kehrt zum ersten Mal seit 20 Jahren in ihr altes Zuhause in den Mittleren Westen der USA zurück. Dort will sie sich um ihre schwerkranke Mutter Eugenia kümmern. Dabei wird sie auch mit dem Rest ihrer Familie konfrontiert, von der sie sich als Jugendliche losgesagt hatte. Monicas Leben ist durch Schmerz, Angst, aber auch Mut geprägt. Der Film befasst sich mit Themen wie Verlassenheit, Altern, Ablehnung, Akzeptanz und Vergebung. Monica versucht die Kraft zu finden, die Wunden ihrer eigenen Vergangenheit zu heilen.

## Veröffentlichung und Rezeption
Die Premiere von Monica erfolgte am 3. September 2022 beim Filmfestival von Venedig.
Von den bei Rotten Tomatoes nach der Premiere aufgeführten weniger als ein halbes Dutzend Kritiken sind 80 Prozent positiv („fresh“).

## Auszeichnungen
Für Monica erhielt Andrea Pallaoro zum zweiten Mal eine Einladung um den Goldenen Löwen, den Hauptpreis des Filmfestivals von Venedig. Gleichzeitig folgte eine Nominierung für den in Venedig vergebenen Queer Lion. Der Film blieb von der Wettbewerbsjury um Julianne Moore unprämiert, jedoch erhielt das Werk in Venedig den von einer unabhängigen Jury vergebenen Preis ARCA CinemaGiovani Award (Bester italienischer Wettbewerbsfilm).